# Xenolepidichthys
Xenolepidichthys is een monotypisch geslacht van straalvinnige vissen uit de familie van papierschubvissen (Grammicolepididae). Het geslacht is voor het eerst wetenschappelijk beschreven in 1922 door Gilchrist.

## Soort
- Xenolepidichthys dalgleishi Gilchrist, 1922